# Амальгаматор
Амальґаматор (рос. амальгаматор, англ. amalgamator, нім. Amalgamator) — апарат, в якому проводять амальґамацію. Здебільшого це дерев'яні або металеві ємності (нерухомі та вібруючі), в яких іноді закріплюють амальґамовані мідні листи, таким чином, щоб пульпа проходила по зигзагоподібному шляху.